# Deal or No Deal
Deal or No Deal ist eine niederländische Fernseh-Spielshow, die vom niederländischen Unternehmen Endemol produziert wird. Das Format von Deal or No Deal wurde in 38 Ländern gesendet, darunter die Niederlande, Afghanistan, Algerien, Argentinien, Australien, Bulgarien, Chile, Israel, Mexiko, Italien, Frankreich, Spanien, Schweiz, Russland, Thailand, Deutschland, USA, Türkei, Griechenland, Großbritannien, Tunesien, Rumänien, Polen, Philippinen, Slowakei, Japan und Indien. Im Jahr 2006 wurde ein offizielles DVD-Spiel zur Serie veröffentlicht.

## Regeln
Der Ablauf einer Deal-or-No-Deal-Show unterscheidet sich von Land zu Land, auch wenn das Grundgerüst stets dasselbe ist (das „Kofferspiel“). In manchen Ländern wird der Kandidat zunächst durch ein Quiz ermittelt, an dem teilweise das gesamte Studio-Publikum teilnimmt (es werden rundenweise Kandidaten ausgesiebt, bis nur noch ein Finalist übrig bleibt). Der Kofferspiel-Kandidat kann aber auch aus einer kleineren Gruppe potentieller Spieler herausselektiert werden (eine Auswahl per Zufallsgenerator ist ebenfalls möglich) oder gar im Voraus feststehen.
Nachdem der „Deal or No Deal“-Kandidat gewählt wurde, beginnt das Kofferspiel. Zu Beginn dieses Spiels sucht er sich einen von 20 (oder bis zu 26) Koffern (in Deutschland seit 2014 Boxen) aus, in denen sich jeweils ein Geldbetrag befindet.
Alle im Spiel befindlichen Geldbeträge sind bekannt und werden auf einer Anzeigetafel angezeigt. Es ist jedoch nicht bekannt, welcher Koffer welchen der Beträge enthält.
Um zu erfahren, welche Beträge sich nicht in dem Koffer befinden, den der Kandidat sich ausgesucht hat, lässt der Kandidat nacheinander zunächst sechs der übrig gebliebenen Koffer öffnen. Die Geldbeträge, die dabei zum Vorschein kommen, scheiden aus dem Spiel aus und werden auf der Anzeigetafel ausgeblendet.
Anschließend macht die „Bank“ dem Kandidaten ein Angebot für seinen ausgewählten Koffer. Die Höhe des Angebots richtet sich danach, welche Beträge noch im Spiel sind. Das Angebot fällt also hoch aus, wenn die hohen Beträge noch im Spiel sind und sich möglicherweise im ausgewählten Koffer befinden.
Nimmt der Kandidat den Deal an, endet das Spiel und er erhält den von der Bank angebotenen Preis. Lehnt der Kandidat ab, geht das Spiel weiter und es werden weitere Koffer geöffnet, bis der Banker wieder ein neues Angebot macht, über das zu entscheiden ist. Dabei werden pro Runde immer weniger Koffer geöffnet. Verkauft der Kandidat seinen Koffer bis zum Schluss nicht an die Bank, so erhält er den darin befindlichen Betrag.

## Übersicht der Länderumsetzungen

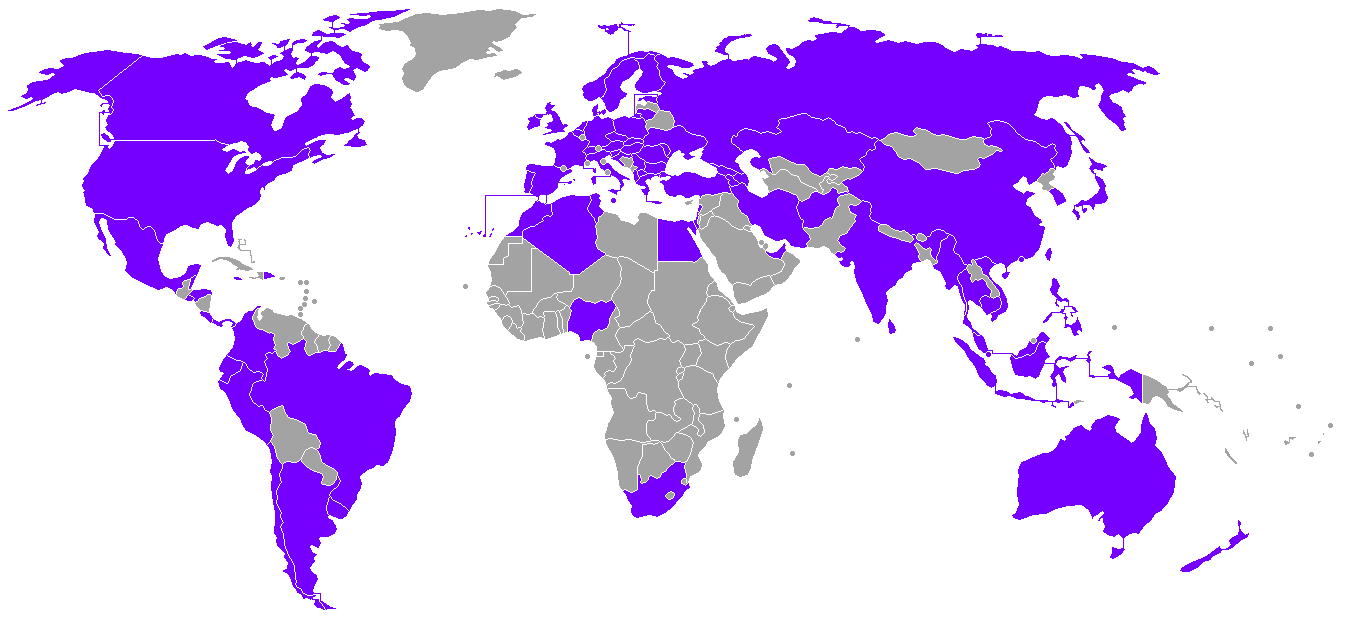
Länder mit einer eigenen Version von Deal or No Deal

| Land                   | Name                                                            | Moderator                                                                                                 | Start                          | Sender                        |
| ---------------------- | --------------------------------------------------------------- | --- | ------------------------------ | ----------------------------- |
| Afghanistan            | Ganjina                                                         | Rahim Mirzad                                                                                              | Mai 2010                       | Tolo TV                       |
| Argentinien            | Trato Hecho                                                     | Julian Weich                                                                                              | —                              | Telefe                        |
| Australien             | Deal or No Deal                                                 | Andrew O’Keefe                                                                                            | 2003                           | Seven Network                 |
| Litauen                | Taip arba Ne                                                    | Marijonas Mikutavičius                                                                                    | —                              | TV3                           |
| Brasilien              | Topa ou não topa                                                | Silvio Santos                                                                                             | —                              | SBT                           |
| Spanien                | Allá tú                                                         | Jesús Vázquez                                                                                             | —                              | Telecinco                     |
| Deutschland (1.)       | Der Millionen-Deal                                              | Linda de Mol                                                                                              | 1. Mai 2004; 7 Sendungen       | Sat.1                         |
| Deutschland (2.)       | Deal or No Deal – Die Show der Glücksspirale \| Deal or No Deal | Guido Cantz                                                                                               | 2005–2008                      | Sat.1                         |
| Deutschland (3.)       | Deal or no Deal                                                 | Wayne Carpendale                                                                                          | 30. Juli 2014 – 5. August 2015 | Sat.1                         |
| Griechenland           | Super Deal                                                      | Christos Ferentinos                                                                                       | —                              | Ant1                          |
| Vereinigtes Königreich | Deal or No Deal                                                 | Noel Edmonds                                                                                              | 2005–2016                      | Channel 4                     |
| Frankreich             | À prendre ou à laisser                                          | Arthur (Jacques Essebag)                                                                                  | Januar 2004                    | TF1                           |
| Niederlande            | Miljoenenjacht (Original)                                       | Linda de Mol                                                                                              | 2003                           | Talpa                         |
| Niederlande            | Deal Or No Deal                                                 | Beau van Erven Dorens                                                                                     | 27. August 2006                | Talpa                         |
| Indien                 | Deal Ya No Deal                                                 | R. Madhavan / Mandira Bedi                                                                                | 23. November 2005              | Sony Entertainment Television |
| Irland                 | Deal Or No Deal                                                 | Keith Barry                                                                                               | 2009                           | TV3                           |
| Israel                 | Deal O Lo Deal                                                  | Moran Atias                                                                                               | —                              | Israel 10                     |
| Italien                | Affari Tuoi                                                     | Paolo Bonolis / Enzo Ghinazzi (Pupo) / Antonella Clerici / Flavio Insinna, Max Giusti (ab September 2008) | 2003                           | Rai Uno                       |
| Japan                  | The Deal / ザ・ディール                                         | Shinsuke Shimada (島田紳助)                                                                               | 8. September 2006              | TBS                           |
| Mexiko                 | Vas o no Vas                                                    | Héctor Sandarti                                                                                           | —                              | Televisa                      |
| Österreich             | Deal Or No Deal (eingestellt)                                   | Rainhard Fendrich                                                                                         | 2005                           | ORF eins                      |
| Polen                  | Grasz czy nie grasz                                             | Zygmunt Chajzer                                                                                           | 2005–2006                      | Polsat                        |
| Philippinen            | Kapamilya, Deal or No Deal                                      | Kris Aquino                                                                                               | 5. Juni 2006                   | ABS-CBN                       |
| Schweden               | Deal or No Deal                                                 | Martin Timell                                                                                             | 25. März 2006                  | TV4                           |
| Schweiz                | Deal or No Deal – Das Risiko                                    | Roman Kilchsperger                                                                                        | September 2004–2010            | SF 1                          |
| Tschechien             | Ber nebo neber                                                  | Pavel Zuna                                                                                                | März 2007                      | Prima                         |
| Türkei                 | Var Mısın Yok Musun                                             | Acun Ilıcalı                                                                                              | 15. Oktober 2007               | Show TV                       |

## Das Angebot der Bank
Das Angebot der Bank nach jeder Runde folgt keiner erkennbaren Formel. Es ist aber in den ersten Runden so gewählt, dass es deutlich unter dem durchschnittlichen Wert der verbliebenen Koffer liegt. Der statistisch zu erwartende Gewinn (Erwartungswert) in dem ausgewählten Koffer ist also höher als das sichere Angebot der Bank. Aus diesem Grunde ist es in den ersten Runden vorteilhaft, das Angebot auszuschlagen, womit ein zu frühes Ende der Show und somit entgangene Werbeeinnahmen vermieden werden. Außerdem spiegelt der mathematisch zu niedrige Angebotsbetrag die Verlustaversion der Menschen wider: Ein verhältnismäßig kleiner aber sicherer Geldbetrag wird im Angesicht der Chance auf einen Totalverlust stets als attraktiver empfunden.

## Die Show in Deutschland

### 2004
Die Ausstrahlung der Show Deal Or No Deal – Die Show der Glücksspirale begann am 1. Mai 2004 unter dem Namen Der Millionendeal auf dem deutschen Privatsender Sat.1. Auf Sat1 lief im Jahre 2000 auch das Quiz „Die Chance deines Lebens“, an dem sich das niederländische Original orientierte. Moderiert wurde die wöchentliche Show, die sich stark an der besagten niederländischen Version orientierte und daher die Titelmusik und die Jingles der „Chance deines Lebens“ übernahm, von Linda de Mol. Die Premierenfolge sahen 3,81 Millionen Zuschauer bei einem Marktanteil von 12,8 Prozent bei den 14- bis 49-Jährigen. Die Produktion erfolgte in den Endemol-Studios im niederländischen Aalsmeer.
Insgesamt gab es 500 Kandidaten (aufgeteilt auf 10 durchnummerierte Tribünen-Sektoren), aus denen durch einen Zufallsgenerator zehn Spieler (einer pro Sektor) ausgewählt wurden, die wiederum in zwei Spielrunden um den Einzug ins Finale kämpften. In der ersten Runde mussten die Kandidaten in Rechenduellen gegeneinander antreten, hierdurch kamen nur fünf Spieler in die zweite Runde. Hier mussten sich die Kandidaten je zwei von 26 Zahlenboxen mit darin verborgenen Zahlen zwischen 1 und 26 auswählen. Der Spieler mit der höchsten Summe beider Zahlenwerte in den Boxen eŕreichte das Finale. In beiden Vorrunden konnten die Spieler aber auch gegen ein Angebot der Bank vorzeitig aus dem Spiel aussteigen. Die 10 Sektoren der Tribüne (50 Kandidaten pro Sektor) waren nochmals unterteilt in zwei „Blöcke“ zu je 25 Spielern. Nachdem der Finalist seinen Koffer ausgewählt hatte, erhielten die 24 Mitspieler aus seinem Block und ein weiterer, zufällig ausgewählter Studiokandidat die anderen Koffer. Diese 25 Kandidaten mussten die Koffer dann öffnen und vorher auf den Inhalt ihrer Koffer tippen. Bei einem richtigen Tipp gab es bis zu 26.000 € (1.000 Euro für jeden zum Zeitpunkt des Tipps noch verschlossenen Koffer) für den tippenden Kandidaten. Der Höchstgewinn, der in einem der 26 Koffer steckte, betrug zwei Millionen Euro.
Nach sieben Sendungen wurde die Sendung aufgrund hoher Produktionskosten vorläufig eingestellt, wie de Mol bei Beckmann bekannt gab.
| 0,01 €  | 7.500 €     |
| 0,20 €  | 10.000 €    |
| 0,50 €  | 25.000 €    |
| 1 €     | 50.000 €    |
| 5 €     | 75.000 €    |
| 10 €    | 100.000 €   |
| 20 €    | 200.000 €   |
| 50 €    | 300.000 €   |
| 100 €   | 400.000 €   |
| 500 €   | 500.000 €   |
| 1.000 € | 1.000.000 € |
| 2.500 € | 1.500.000 € |
| 5.000 € | 2.000.000 € |

### 2005
In der Sommerpause der Schillerstraße sollte es neue Folgen der Show geben, diesmal unter dem Namen Deal Or No Deal. Neben dem neuen Namen gab es noch weitere Änderungen im Konzept. Die Moderation der zehn Folgen umfassenden zweiten Staffel wurde ab dem 23. Juni 2005 von Guido Cantz übernommen und donnerstags um 20.15 Uhr ausgestrahlt.
Cantz spielte mit den Kandidaten nun lediglich um 250.000 €, die in einem der 20 Koffer versteckt waren. Partner der Sendung war die Lotterie Glücksspirale, die nun wieder mit einer Show im Fernsehen vertreten war.
Die folgende Tabelle zeigt eine Auswahl der gemessenen Einschaltquoten.
| Ausstrahlung    | Zuschauer | Zuschauer       | Marktanteil | Marktanteil     | Quelle |
| Ausstrahlung    | Gesamt    | 14 bis 49 Jahre | Gesamt      | 14 bis 49 Jahre | Quelle |
| --------------- | --------- | --------------- | ----------- | --------------- | ------ |
| 23. Juni 2005   | 2,03 Mio. | –               | –           | 10,9 %          | [ 4 ]  |
| 7. Juli 2005    | 2,89 Mio. | 1,47 Mio.       | 9,7 %       | 12,6 %          | [ 5 ]  |
| 18. August 2005 | 2,78 Mio. | 1,35 Mio.       | 11,3 %      | 15,2 %          | [ 6 ]  |

Die Auswahlrunde des Kandidaten wurde verkürzt, so dass nun 20 Kandidaten um den Einzug ins Finale konkurrierten. Durch eine verkürzte Vorauswahl, in der ein Oberbegriff mithilfe von Hinweisen erraten werden musste, wurde in der einstündigen Show das Kofferspiel nunmehr zweimal gespielt. Eine weitere Neuerung bestand darin, dass der Moderator nun über ein Telefon ein Angebot der Bank erhielt. Zudem wurde die neue musikalische Gestaltung der Show aus den Niederlanden, die von Martijn Schimmer komponiert wurde, übernommen, hierdurch wurden die von der „Chance deines Lebens“ bekannten Jingles aus dem Millionendeal nicht mehr verwendet. Eine Fortsetzung war aufgrund der erneut schlechten Einschaltquoten unwahrscheinlich.
| 0,01 € | 1.000 €   |
| 0,50 € | 2.500 €   |
| 1 €    | 5.000 €   |
| 5 €    | 7.500 €   |
| 10 €   | 10.000 €  |
| 25 €   | 25.000 €  |
| 50 €   | 50.000 €  |
| 100 €  | 75.000 €  |
| 250 €  | 100.000 € |
| 500 €  | 250.000 € |

### 2006 bis 2008
Im März 2006 kündigte Sat.1 die Rückkehr des Show-Formats für den Sommer 2006 an. Die dritte Staffel startete am 28. Juni 2006 und mit einigen Neuerungen. Bis Anfang November 2006 erfolgte die Ausstrahlung samstags, ab dem 9. November 2006 donnerstags, ab Ende November 2006 mittwochs.
Neben dem Logo und dem Studio wurde das Konzept abermals leicht verändert, so dass sie sich mehr an der amerikanischen Variante der Show orientierte. Es gab wieder 26 Koffer, durch die der Spieler maximal 250.000 € erspielen konnte. Die Auswahlrunde wurde in den ersten Sendungen noch unverändert (mit jetzt nur noch 10 Kandidaten) gespielt und fiel in späteren Sendungen dann komplett weg, ab diesem Zeitpunkt spielte nur ein vorher fest stehender Kandidat das Kofferspiel. Während sich die Staffel von 2005 an dem von Martijn Schimmer komponierten niederländischen Musikkonzept orientierte, übernahm man nun die Musik aus der amerikanischen Show.
Im März 2007 wurde aus den MMC-Studios ein Geldkoffer mit 16.000 Euro gestohlen. Im Oktober 2008 gab Sat.1 bekannt, dass die Sendung wegen schlechter Quoten eingestellt wird. Die 5. Staffel erreichte nur zweimal die Marke von zwei Millionen Zuschauern. Bis Dezember 2008 wurden noch acht Folgen gezeigt.
| 0,01 € | 1.000 €   |
| 0,20 € | 2.500 €   |
| 0,50 € | 5.000 €   |
| 1 €    | 7.500 €   |
| 5 €    | 10.000 €  |
| 10 €   | 12.500 €  |
| 20 €   | 15.000 €  |
| 50 €   | 20.000 €  |
| 100 €  | 25.000 €  |
| 200 €  | 50.000 €  |
| 300 €  | 100.000 € |
| 400 €  | 150.000 € |
| 500 €  | 250.000 € |

### 2014 bis 2015
Im April 2014 kündigte Sat.1 an, dass die Sendung im Sommer 2014 neu produziert und wieder ausgestrahlt werden sollte. Diese Neuauflage orientierte sich an der britischen Version der Show und wird von Wayne Carpendale moderiert. Statt 26 Models mit je einem Koffer gab es 20 Kandidaten mit je einer Box. Jeder von ihnen hatte in jeder Runde eine neue Box, in der Geldbeträge zwischen einem und 250.000 Euro versteckt waren. Ein Zufallsgenerator wählte den jeweiligen Spieler aus. Im Ausschlussverfahren öffnete er nach und nach die verbleibenden 19 Boxen. In der ersten Runde wählte der Kandidat 6 Boxen, in der zweiten bis zur vierten Runde 3 Boxen, in der fünften Runde 2 Boxen und in der letzten Runde eine Box. Zwischendrin nannte der „Banker“ eine Geldsumme, um den Kandidaten zum Ausstieg zu bewegen.
| 1 €   | 1.000 €   |
| 2 €   | 2.500 €   |
| 5 €   | 5.000 €   |
| 10 €  | 10.000 €  |
| 20 €  | 20.000 €  |
| 50 €  | 25.000 €  |
| 100 € | 50.000 €  |
| 250 € | 100.000 € |
| 500 € | 150.000 € |
| 750 € | 250.000 € |

Die erste Folge der ersten Staffel lief am 30. Juli 2014 um 20:15 Uhr auf Sat.1. Das Staffelfinale lief am 27. August 2014. Die zweite Staffel wurde nach der ersten Folge am 7. Januar 2015 wegen zu geringer Einschaltquoten auf den Sommer verschoben. Ab dem 1. Juli 2015 wurden die restlichen Folgen ausgestrahlt.

#### Einschaltquoten
| Ausgabe      | Datum         | Zuschauer | Zuschauer       | Marktanteil | Marktanteil     | Quelle        |
| Ausgabe      | Datum         | Gesamt    | 14 bis 49 Jahre | Gesamt      | 14 bis 49 Jahre | Quelle        |
| ------------ | ------------- | --------- | --------------- | ----------- | --------------- | ------------- |
| 01           | 30. Juli 2014 | 2,27 Mio. | 1,07 Mio.       | 8,2 %       | 10,9 %          | [ 10 ]        |
| 02           | 6. Aug. 2014  | 2,29 Mio. | 1,01 Mio.       | 8,8 %       | 11,3 %          | [ 11 ]        |
| 03           | 13. Aug. 2014 | 2,07 Mio. | 0,83 Mio.       | 7,2 %       | 08,2 %          | [ 12 ]        |
| 04           | 20. Aug. 2014 | 2,37 Mio. | 0,97 Mio.       | 8,2 %       | 09,4 %          | [ 13 ]        |
| 05           | 27. Aug. 2014 | 2,50 Mio. | –               | 9,0 %       | 09,3 %          | [ 14 ]        |
| Staffel eins | 2014          | 2,30 Mio. | 0,96 Mio.       | 8,3 %       | 09,7 %          | [ 15 ]        |
| 06           | 7. Jan. 2015  | 2,10 Mio. | –               | 6,5 %       | 07,0 %          | [ 16 ]        |
| 07           | 1. Juli 2015  | 2,02 Mio. | 0,81 Mio.       | 8,5 %       | 10,1 %          | [ 17 ]        |
| 08           | 8. Juli 2015  | 2,18 Mio. | 0,79 Mio.       | –           | 8,5 %           | [ 18 ] [ 19 ] |
| 09           | 15. Juli 2015 | 1,82 Mio. | –               | 7,1 %       | 6,8 %           | [ 20 ] [ 21 ] |
| 10           | 22. Juli 2015 | 2,24 Mio. | –               | –           | 8,7 %           | [ 22 ]        |
| 11           | 29. Juli 2015 | 1,92 Mio. | 0,67 Mio.       | –           | 6,8 %           | [ 23 ]        |
| 12           | 5. Aug. 2015  | 1,81 Mio. | 0,57 Mio.       | –           | 6,5 %           | [ 24 ]        |
| Staffel zwei | 2015          | 1,93 Mio. | 0,69 Mio.       | 7,4 %       | 07,7 %          | [ 25 ]        |

## Die Show in der Schweiz
Von 2004 bis 2010 gab es auch eine Schweizer Version der Show: „Deal or No Deal – Das Risiko“ mit Roman Kilchsperger auf SF 1. Zu Beginn der Sendung spielten hier 26 Kandidaten eine Qualifikationsrunde, in der es jeweils einen Begriff mithilfe von acht Hinweisen zu erraten galt. Fünf Kandidaten erreichten hierdurch die nächste Runde, die ähnlich funktionierte wie das Zahlenboxen-Spiel aus der ersten Sat1-Version „Der MillionenDeal“ aus dem Jahr 2004. Der Kandidat mit der höchsten Summe aus beiden Boxen durfte dann im Finale antreten. Hier galt es, sich einen von 26 Koffern auszuwählen und die „Moneygirls“ anzuweisen, die restlichen Koffer nacheinander zu öffnen. Natürlich gab es auch hier nach einer gewissen Anzahl an geöffneten Koffern stets ein Angebot der Bank. Der Höchstgewinn hier betrug 250.000 Franken, im Minimalfall konnten es jedoch nur 5 Rappen werden. Die Sendung ist durch Traders ersetzt worden.